# Заболотье (Славгородский район)
Заболотье (бел. Забалоцце) — бывшая деревня в Гиженском сельсовете Славгородского района Могилёвской области Белоруссии.
разднена решением Славгородского районного совета депутатов 10 декабря 2009 года.

## География
Рядом с деревней протекает река Крупка, приток Прони.